# Le Vin de la Saint-Martin
Le Vin de la Saint-Martin est un tableau peint par Pieter Brueghel l'Ancien entre 1565 et 1568. Il est conservé au musée du Prado à Madrid.
Il s'agit du plus haut et du plus large des tableaux conservés de l'artiste. Il montre les festivités de la Saint-Martin, jour pendant lequel on buvait le premier vin de l'année.
On a longtemps cru que le tableau avait disparu jusqu'à ce que, début 2010, il soit apporté par un collectionneur privé au Musée du Prado pour y être restauré. Des recherches ont confirmé qu'il s'agissait bien du tableau de Bruegel.
Auparavant on considérait un fragment conservé au Kunsthistorisches Museum de Vienne comme l'original. 
Aujourd'hui on a établi qu'il s'agit d'un reste d'une copie réalisée par son fils Pieter Brueghel le Jeune.

## Galerie

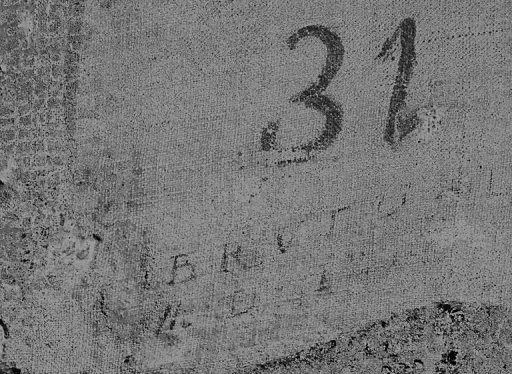
Signature dans le coin inférieur gauche
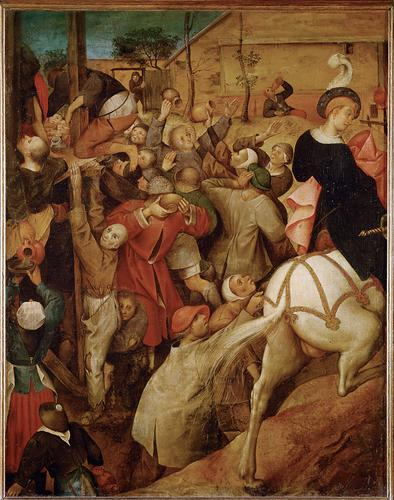
Fragment au Kunsthistorischen Museum